# Crackle Box

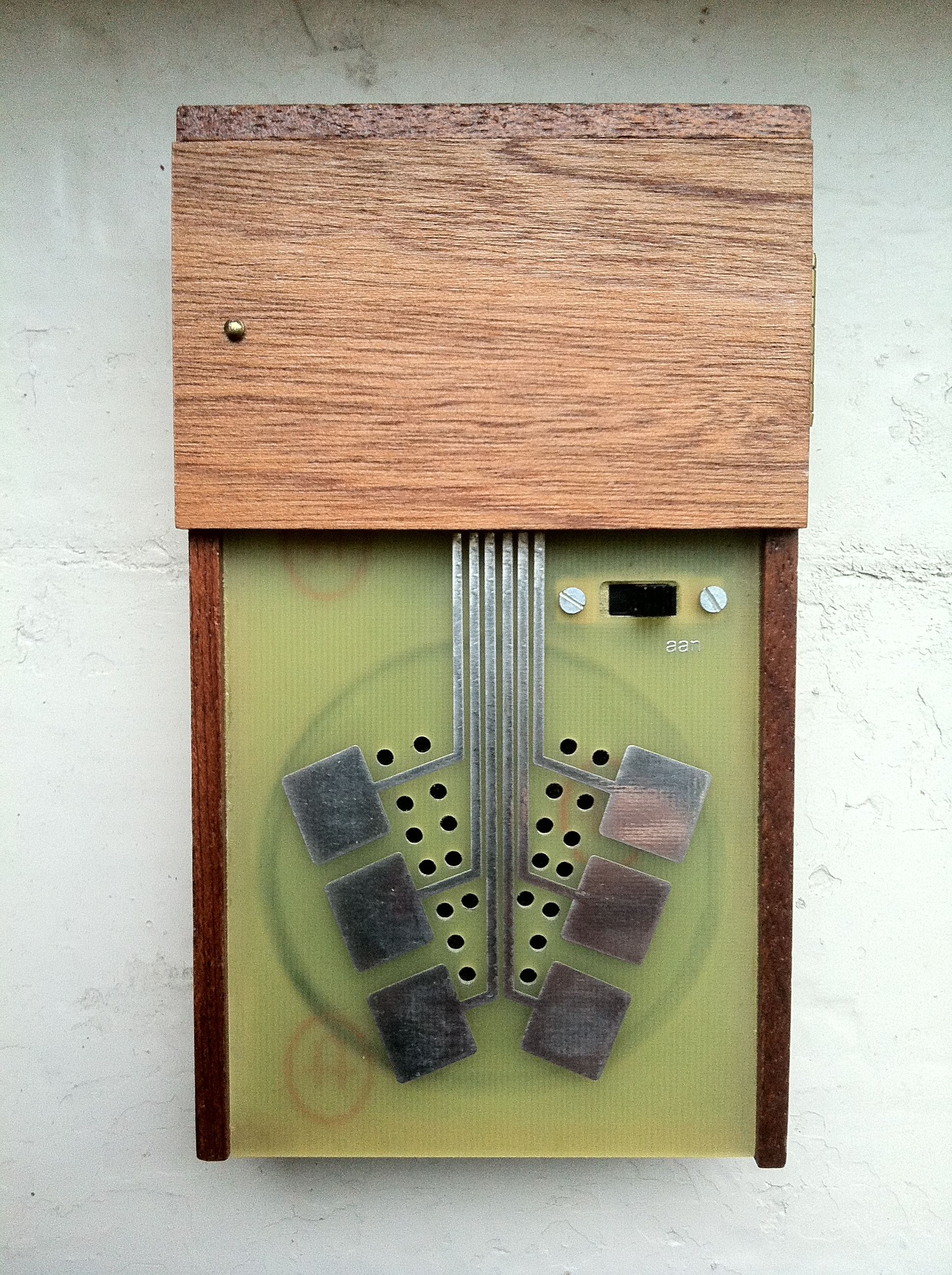
Crackle Box

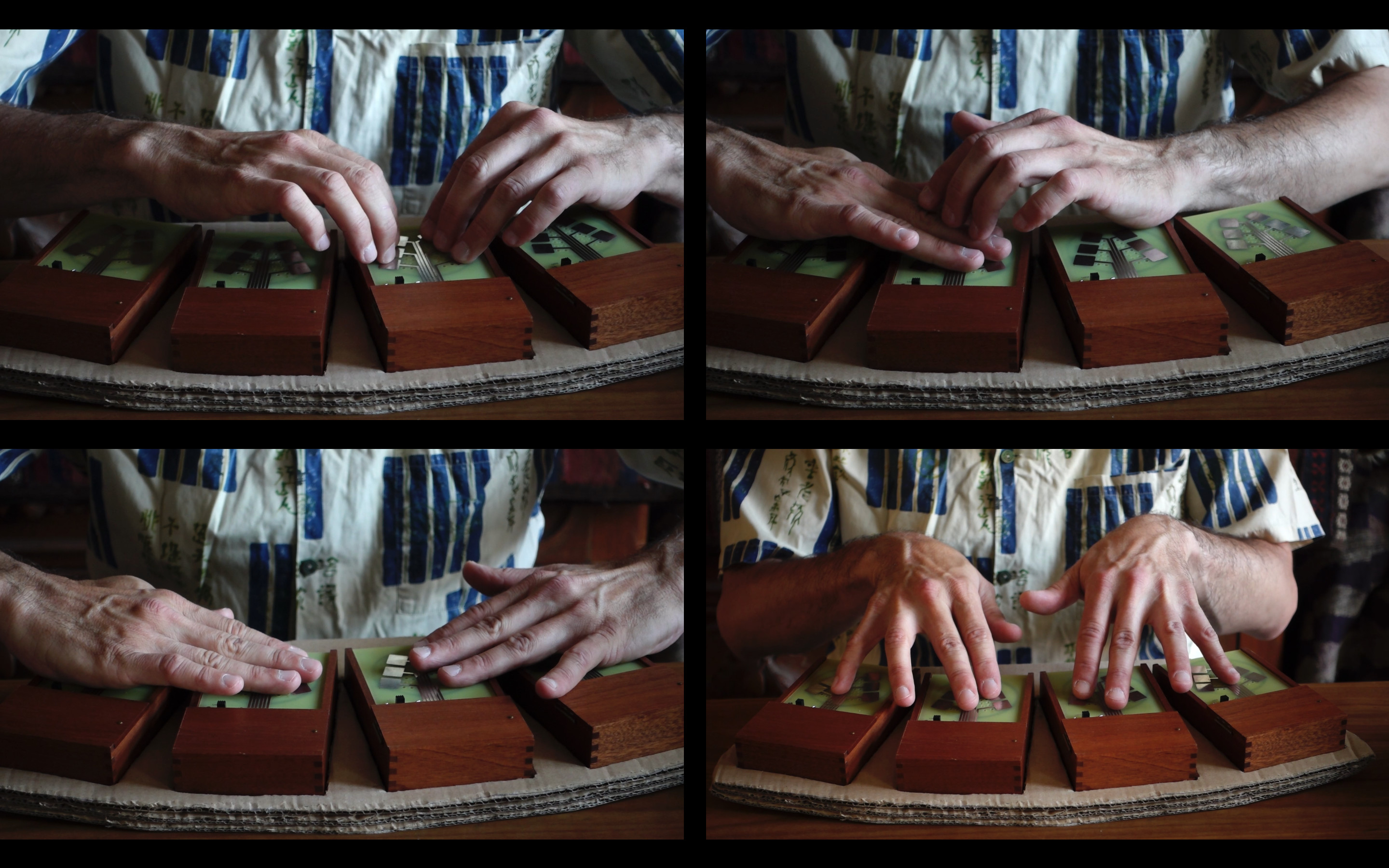
Simultanes Spiel auf vier Crackleboxen

Die Kraakdoos oder Crackle Box (auch Cracklebox) ist ein von Michel Waisvisz in den 1970er Jahren entwickeltes Instrument zur Erzeugung elektronischer Live-Musik.

## Spielweise
Der Musiker kann mit den Fingern beider Hände die elektrischen (oszillierenden) Schaltungen auf der Spielfläche anregen. Abhängig von der Position der Finger sowie deren Druck und Feuchtigkeit entstehen durch Kurzschlüsse Klänge und Geräusche, die nur bedingt zu kontrollieren sind.

## Technik
Die erzeugte Musik wird über einen im Instrument befindlichen Lautsprecher ausgegeben; bei elektronischen Musikinstrumenten sonst übliche Line-out-Buchsen, über die man das Instrument etwa an ein Mischpult anzuschließen kann, sind nicht vorhanden. Die Crackle Box wird mit einer 9-Volt-Blockbatterie betrieben.

## Musiker
Das Instrument wird unter anderem von Improvisationsmusikern, etwa dem Klangkünstler Karlheinz Essl gespielt, aber auch Bands wie Mouse on Mars und Múm haben die Crackle Box auf ihren Einspielungen und bei Konzerten benutzt.